# 京城日本人世話会罹災民救済病院
京城日本人世話会罹災民救済病院（けいじょうにほんじんせわかいりさいみんきゅうさいびょういん）は、第二次世界大戦終結後の1945年（昭和20年）10月1日に朝鮮京畿道京城府中区旭町（現・ソウル特別市中区会賢洞）に設立された病院。

## 経緯
終戦直後よりソ連軍や朝鮮人による略奪や殺戮を恐れて、満州国や北部朝鮮から日本人が大挙38度線を越えて南下してきた。南部朝鮮はアメリカ軍の占領下にあり、38度線さえ越えれば安全であるという認識が広まっていたためである。時が経過するにつれて避難民の惨状は目を覆うありさまであった。
このような事態を打開するために、京城帝国大学医学部有志が立ち上がり、避難民の診療に当たった。
そして、終戦後に発足した京城日本人世話会の附属施設として「京城日本人世話会罹災民救済病院」が設立されることになった。

## 概要

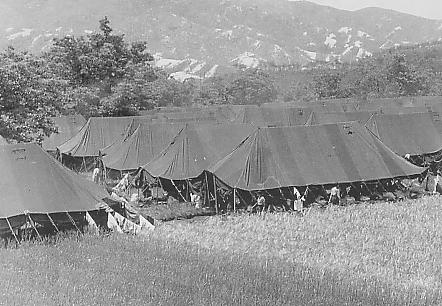
議政府に設けられた難民キャンプ

1945年10月1日の開院以降、日本人患者の診療に当たったが、あまりにも患者が多く手狭になったので、近隣の建物に幾つかの診療科を移転して診療を行った。京城だけでなく、38度線付近にも仮設の診療所を設けて避難民の治療を行った。
12月に入るとアメリカ軍政庁の命により、主要なメンバーは引き揚げることになった。設立からの2か月間で診療を行った患者は延50,000人を越えたという。
1946年2月2日に在外同胞援護会救療部に引き継がれた。